# Konso (ville)
Pour les articles homonymes, voir Konso.
Konso, ou Karat Konso, est une localité du sud de l'Éthiopie, située dans la Région des nations, nationalités et peuples du Sud. Elle est le centre administratif du woreda spécial Konso.

## Population
Selon les sources officielles, elle comptait 4 593 habitants en 2005.
Le nom de la localité est lié à celui des Konsos, un peuple qui vit dans la région.